# 第82回天皇杯・第73回皇后杯 全日本総合バスケットボール選手権大会
第82回天皇杯・第73回皇后杯 全日本総合バスケットボール選手権大会（だい82かいてんのうはい・だい73かいこうごうはい ぜんにほんそうごう―せんしゅけんたいかい）は、2007年1月2日から8日まで開催された全日本総合バスケットボール選手権大会である。

## 出場チーム

### 男子
JBL
- トヨタ自動車アルバルク（スーパーリーグ1位）
- 東芝ブレイブサンダース（スーパーリーグ3位）
- アイシンシーホース（スーパーリーグ5位）
- パナソニックスーパーカンガルーズ（スーパーリーグ7位）
- 日立電線ブルドッグス（日本リーグ2位）
- 石川ブルースパークス（日本リーグ4位）

- オーエスジーフェニックス（スーパーリーグ2位）
- 日立サンロッカーズ（スーパーリーグ4位）
- 三菱電機メルコドルフィンズ（スーパーリーグ6位）
- 千葉ピアスアローバジャーズ（日本リーグ1位）
- 豊田通商ファイティングイーグルス（日本リーグ3位）
- 大塚商会アルファーズ（日本リーグ5位）

学生
- 東海大学（1位）
- 日本大学（3位）
- 法政大学（5位）
- 日本体育大学（7位）

- 慶應義塾大学（2位）
- 青山学院大学（4位）
- 京都産業大学（6位）
- 東北学院大学（8位）

地方ブロック
- 札幌市役所（北海道）
- 秋田経済法科大学（東北）
- 横浜ギガスピリッツ（関東）
- 北陸高等学校（北信越）
- アイシン・エィ・ダブリュ（東海）

- 洛南高等学校（近畿）
- 松江工業クラブ（中国）
- 明徳義塾高等学校（四国）
- 延岡学園高等学校（九州）

### 女子
WJBL
- 富士通レッドウェーブ（Wリーグ1位）
- シャンソンVマジック（Wリーグ3位）
- JALラビッツ（Wリーグ5位）
- デンソーアイリス（Wリーグ7位）
- 三菱電機コアラーズ（WIリーグ1位）
- 甲府クィーンビーズ（WIリーグ3位）

- JOMOサンフラワーズ（Wリーグ2位）
- トヨタ自動車アンテロープス（Wリーグ4位）
- アイシン・エィ・ダブリュ ウィングス（Wリーグ6位）
- 日立ハイテクノロジーズ・スクァレルズ（Wリーグ8位）
- エバラヴィッキーズ（WIリーグ2位）
- 東京海上日動ビッグブルー（WIリーグ4位）

学生
- 日本体育大学（1位）
- 筑波大学（3位）
- 山形大学（5位）
- 早稲田大学（7位）

- 桜花学園大学（2位）
- 大阪人間科学大学（4位）
- 鹿屋体育大学（6位）
- 白鷗大学（8位）

地方ブロック
- With Spirits（北海道）
- 秋田銀行（東北）
- 玉川大学（関東）
- 石川県立津幡高等学校（北信越）
- Active Five（東海）

- 立命館大学（近畿）
- 倉敷翠松高等学校（中国）
- 英明高等学校（四国）
- 鶴屋百貨店（九州）

## 試合結果

### 男子
1回戦
- アイシン・エィ・ダブリュ 50 - 65 日本大学
- 京都産業大学 72 - 77 石川
- 東北学院大学 49 - 90 アイシン
- 三菱電機 101 - 76 日本体育大学
- 札幌市役所 55 - 124 青山学院大学
- 千葉 59 - 42 秋田経済法科大学
- 東海大学 99 - 71 豊田通商

- 明徳義塾高校 65 - 68 洛南高校
- 慶應義塾大学 94 - 63 松江工業クラブ
- 北陸高校 76 - 95 日立
- 延岡学園高校 57 - 61 日立電線
- 法政大学 82 - 74 大塚商会
- 横浜ギガスピリッツ 48 - 111 パナソニック

2回戦
- 東芝 77 - 68 日本大学
- 石川 56 - 91  アイシン
- 三菱電機 89 - 65 青山学院大学
- 千葉 53 - 81 オーエスジー

- 慶應義塾大学 72 - 69 日立
- 東海大学 116 - 65 洛南高校
- 法政大学 51 - 116 パナソニック
- トヨタ自動車 93 - 70 日立電線

準々決勝
- 東芝 61 - 66 アイシン
- 三菱電機 65 - 84 オーエスジー

- 東海大学 97 - 82 慶應義塾大学
- トヨタ自動車 97 - 81 パナソニック

準決勝
- アイシン 74 - 73 オーエスジー

- トヨタ自動車 84 - 76 東海大学

決勝
- トヨタ自動車 79 - 45 アイシン

### 女子
1回戦
- 鹿屋体育大学 75 - 74 荏原
- 筑波大学 83 - 57 津幡高校
- Active Five 55 - 91 日立ハイテクノロジーズ
- 日本航空 119 - 65 早稲田大学
- 大阪人間科学大学 69 - 74 甲府
- 三菱電機 87 - 76 山形大学
- With Spirits 56 - 124 トヨタ自動車

- 秋田銀行 98 - 35 英明高校
- 倉敷翠松高校 68 - 71 日本体育大学
- デンソー 89 - 62 玉川大学
- 鶴屋百貨店 75 - 88 東京海上日動
- 桜花学園大学 63 - 81 立命館大学
- 白鷗大学 70 - 102 アイシン・エィ・ダブリュ

2回戦
- 筑波大学 62 - 82 日立ハイテクノロジーズ
- 富士通 89 - 49 鹿屋体育大学
- 三菱電機 66 - 97 トヨタ自動車
- 日本航空 94 - 54 甲府

- デンソー 94 - 54 日本体育大学
- 秋田銀行 54 - 83 JOMO
- シャンソン化粧品 102 - 70 東京海上日動
- 立命館大学 79 - 101 アイシン・エィ・ダブリュ

準々決勝
- 富士通 99 - 59 日立ハイテクノロジーズ
- 日本航空 60 - 78 トヨタ自動車

- デンソー 53 - 78 JOMO
- シャンソン化粧品 77 - 56 アイシン・エィ・ダブリュ

準決勝
- シャンソン化粧品 84 - 67 JOMO

- 富士通 96 - 76 トヨタ自動車

決勝
- 富士通 87 - 79 シャンソン化粧品

## 大会ベスト5

### 男子
- 桜井良太（トヨタ自動車№11・初）
- 柏木真介（アイシン№3・初）
- 川村卓也（オーエスジー№1・初）
- 竹内譲次（東海大学№15・初）
- 竹内公輔（慶應義塾大学№7・初）

### 女子
- 船引まゆみ（富士通№7・初）
- 矢野良子（富士通№12・2年連続2回目）
- 永田睦子（シャンソン化粧品№0・9年連続10回目）
- 大神雄子（JOMO№1・3年連続3回目）
- 榊原紀子（トヨタ自動車№8・初）

## 備考
- 今大会は通常準々決勝以降に使用している国立代々木競技場第2体育館が改修工事のため、第1体育館を使用した。また、1・2回戦はすべて東京体育館で開催した。
- 男子大会は世界選手権のメンバーにも選ばれた竹内公輔・譲次の竹内ツインズを中心とした学生チームの躍進が光った大会である。公輔が所属する慶大は日立を下し、学生チームとしては1988年の第63回大会にて拓大が東芝に勝利して以来19年ぶりとなるトップリーグ所属チームを破ってのベスト8を果たし、譲次が所属する東海大も準々決勝に進出。準々決勝では両者の顔合わせとなり東海大が勝利し学生では21年ぶりとなるベスト4に進出した。